# Magyarország oslói nagykövetsége
Magyarország oslói nagykövetség a norvégiai magyar diplomáciai képviselet. Az Oslo városában a Sophus Lies gate 3. cím alatt található önálló, a magyar állam tulajdonában lévő épületben működik.

## Konzuli kerület
A nagykövetség látja el Magyarország diplomáciai és konzuli képviseletét Norvégia és Izland területén is.

## Képviseletvezetők
| Nagykövet       | Pozíció betöltése | Megjegyzés                        |
| --------------- | ----------------- | --------------------------------- |
| Fülöp Péter     | 1947              |                                   |
| Böhm Vilmos     | 1948              | Stockholmi követként akkreditálva |
| Schöpflin Gyula | 1949-1950         | Stockholmi követként akkreditálva |
| Puja Frigyes    | 1954-1955         | Stockholmi követként akkreditálva |
| Schiffer Pál    | 1968-1970         |                                   |
| Kisfalvi János  | -1990             |                                   |
| Nagy Gábor Dr.  | 1990-             |                                   |
| Bozi Lajos      | 2010-2012         |                                   |
| Jeszenszky Géza | 2012–2014         |                                   |
| Sikó Anna Mária | 2015–2021         |                                   |
| Sándorfi Eszter | 2021–             |                                   |